# Скулкино
 Скулкино  — деревня в Сернурском районе Республики Марий Эл. Входит в состав Дубниковского сельского поселения.

## География
Находится в северо-восточной части республики Марий Эл на расстоянии приблизительно 9 км на северо-восток от районного центра посёлка Сернур.

## История
Известна с 1836 году как починок Скулкино с 15 дворами и 154 жителями. В 1877—1883 годах действовала водяная мукомольная мельница. В 1884—1885 годах в 40 дворах проживали 264 человека, русские. В 1921 году в деревне проживали 324 человека, русские, в 1927 году в 59 дворах проживал 331 человек. В 1975 году в 25 хозяйствах числилось 97 человек, в 1988 году в 21 дворе проживали 43 человека. В 2005 году значилось 15 хозяйств. В советское время работали колхозы «1 Мая», имени Ленина и «Знамя».

## Население
Население составляло 34 человек (мари 56 %, русские 44 %) в 2002 году, 366 в 2010.